# Quận Carroll, Mississippi

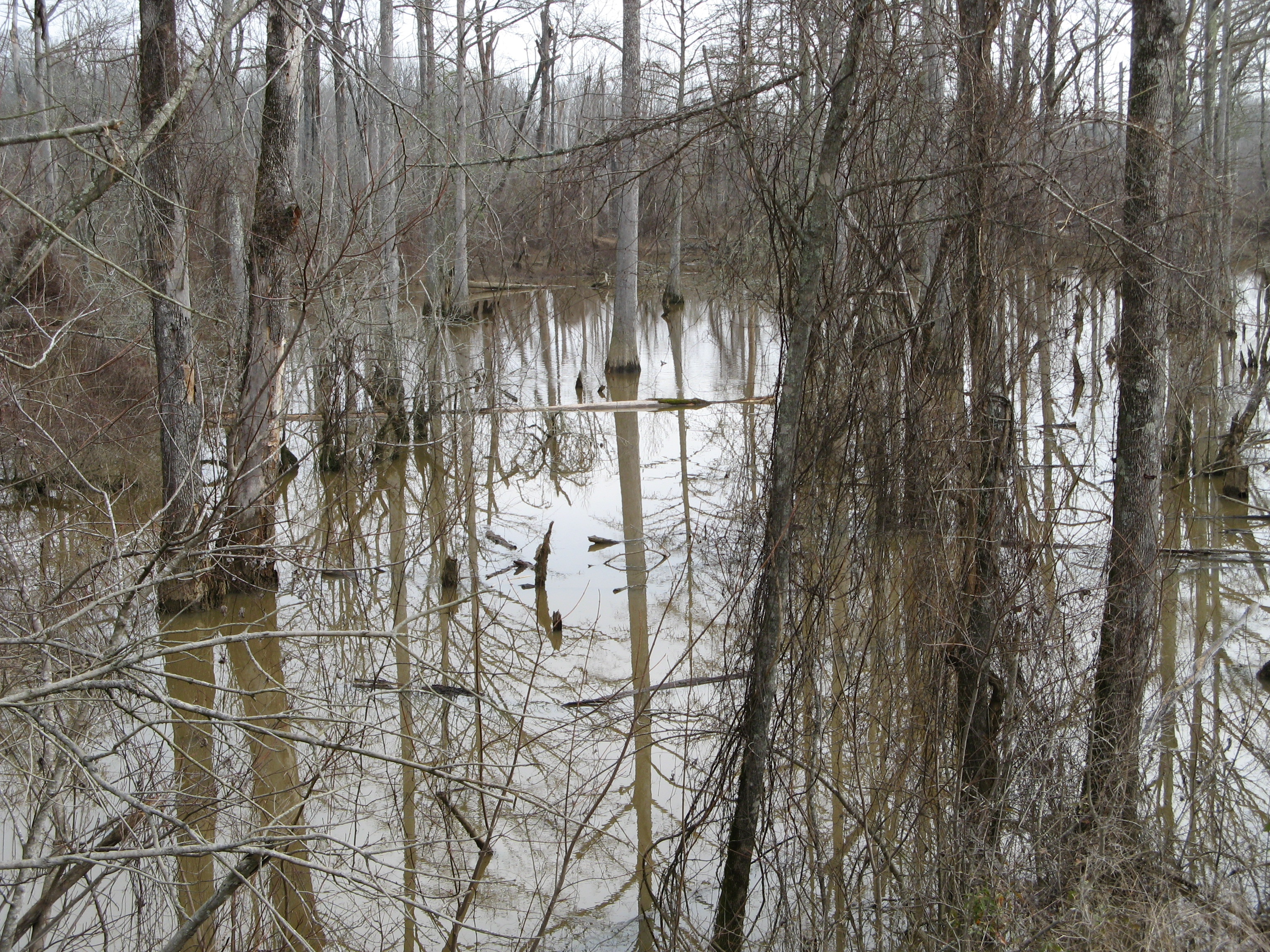
Đầm lầy ở quận Carroll vào mùa Đông

Quận Caroll là một quận thuộc tiểu bang Mississippi, Hoa Kỳ.
Quận này được đặt tên theo Charles Carroll of Carrollton. Theo điều tra dân số của Cục điều tra dân số Hoa Kỳ năm 2000, quận có dân số 10.769 người. Quận lỵ đóng ở Carrollton6.

## Địa lý
Theo Cục điều tra dân số Hoa Kỳ, quận có diện tích 628 dặm vuông Anh (1.626,5 km2), trong đó có 7 dặm vuông Anh (18,1 km2) là diện tích mặt nước.

### Các xa lộ chính
- Interstate 55
- U.S. Highway 51
- U.S. Highway 82
- Mississippi Highway 17
- Mississippi Highway 35

### Quận giáp ranh
- Quận Grenada (bắc)
- Quận Montgomery (đông)
- Quận Attala (đông nam)
- Quận Holmes (nam)
- Quận Leflore (tây)